# Wallerstein
Wallerstein – gmina targowa w Niemczech, w kraju związkowym Bawaria, w rejencji Szwabia, w regionie Augsburg, w powiecie Donau-Ries, siedziba wspólnoty administracyjnej Wallerstein. Leży około 30 km na północny zachód od Donauwörth, przy drodze B25.

## Dzielnice
W skład gminy wchodzą następujące dzielnice:
Birkhausen, Ehringen, Munzingen, Wallerstein.

## Demografia
| Rok  | Liczba mieszk. |
| ---- | -------------- |
| 1970 | 2 935          |
| 1987 | 2 943          |
| 2000 | 3 310          |

## Polityka
Wójtem gminy jest Joseph Mayer, rada gminy składa się z 16 osób.
|      | CSU | SPD | WG Birkhausen | PWG | WG Munzingen | WG Ehringen | Razem |
| 2008 | 3   | 2   | 3             | 4   | 2            | 2           | 16    |
| 2002 | 5   | 2   | 3             | 2   | 2            | 2           | 16    |